# Inno di Ossirinco
L'inno di Ossirinco è un inno cristiano in lingua greca, conservatosi esclusivamente all'interno di uno dei papiri di Ossirinco, il P. Oxy. XV 1786, che è il più antico manoscritto che conservi un inno cristiano sia nei versi sia nella notazione musicale.
Il P. Oxy. XV 1786 è conservato nelle Papyriology Rooms della Sackler Library, a Oxford, e fu scoperto a Ossirinco, in Egitto, nel 1918, e poi pubblicato nel 1922. Il manoscritto fu compilato verso la fine del III secolo, periodo al quale è fatto risalire anche l'inno.

## Descrizione
I versi dell'inno di Ossirinco furono composti in koinè, la lingua greca parlata in area mediterranea a partire dal III secolo a.C. circa; essi invocano poeticamente il silenzio per lodare la Santa Trinità, un esempio di quiete cosmica, un tema ricorrente nell'innodica dell'antica Grecia.
Dal punto di vista storico, questo inno dimostra la continuità della civiltà greca, nel corso della quale i cristiani eruditi di lingua greca adottarono la notazione musicale dei loro predecessori classici.
La musica è scritta in notazione vocale greca; 
è interamente diatonica, con un ambitus di un'ottava esatta da fa a fa di un'ottava superiore e un finale nominalmente sul sol (assumendo un'armatura di chiave senza diesis o bemolle).
La notazione è in modo ipolidio e utilizza i simboli ritmici il macron (per il diseme, due unità di tempo), il limma combinato al macron, il punto (stigme, indica il tempo forte del piede metrico), trattino e due punti. 
Il testo è in gran parte impostato sillabicamente, con qualche breve melisma. 
Il metro dell'inno è essenzialmente anapestico, anche se ci sono alcune irregolarità.
Questo inno è l'unico frammento sopravvissuto di notazione musicale cristiana dei primi quattrocento anni dell'era cristiana, anche se lo storico e musicista Kenneth Levy ha sostenuto che la melodia del Santo meglio conservata nel Requiem occidentale medievale, risalga attorno al IV secolo.
Registrazioni moderne dell'inno sono incluse in varie raccolte di musica greca antica.

## Testo
Il testo restituito dal papiro è:
[…]ύτεινο σιγάτω, μεδ’ ἄστρα φασηφόρα λ<άμπ>εσθον […] ποταμῶν ῥόθιον πασαὶ ὑμνοῦντων δ’ ἡμῶν Πατέρα καὶ Υἱόν καὶ Ἅγιον Πνεῦμα· πασαὶ δυνάμεις ἐπιφώνουτνῶν ἀμήν ἀμήν, κράτος αἶνος ἀεί καὶ δόξα Θεῷ, δότῃ μόνῳ πάντων ἀγαθῶν ἀμήν, ἀμήν.